# Nawabganj (Unao)
Nawabganj és una ciutat i municipi (nagar panchayat) al districte d'Unao (o Unnao) a Uttar Pradesh. Està situada a 26° 52′ N, 82° 08′ E / 26.87°N,82.13°E a uns 20 km al nord d'Unao. Al cens del 2001 consta amb una població de 9.837 habitants. La població el 1881 era de 2.606 habitants dels quals 2.200 eren hindñus i 400 musulmans. Fou centre d'una thana i capçalera d'un tahsil, però quan va perdre la capitalitat va entrar en decadència (segona meitat del segle XIX). Una fira religiosa se celebra cada any al mes de Chaitra en honor de les deesses Durga i Kusahri, on acudeixen molts pelegrins. Modernament fou erigida en centre d'un bloc (block) de desenvolupament rural.